# Vol China General Aviation 7552
Le 31 juillet 1992, un Yakovlev Yak-42 effectuant le vol China General Aviation 7552, reliant Nankin à Xiamen, en Chine, dépasse la piste lors de son décollage et percute un talus à plus de 200 km/h à une centaine de mètres du seuil de la piste 06. Sur les 126 passagers et membres d'équipage, 108 meurent dans l'accident, ne laissant que dix-huit survivants.

## Avion
L'appareil impliqué est un Yakovlev Yak-42D, immatriculé B-2755 (numéro de série 14-02). L'avion a été fabriqué par l'usine d'aviation de Saratov, mis en service le 2 janvier 1992 puis livré à China General Aviation (en) le même mois.

## Accident
Le vol 7552 était un vol régulier passager reliant Nankin (ou Nanjing) à Xiamen. Il y avait 116 passagers et dix membres d'équipage présents à bord. Vers 15 h 5, l'avion se dirige vers la piste 06 et entame sa course au décollage. Le Yak-42 commence à décoller du sol et à grimper, mais les pilotes perdent le contrôle de ce dernier, qui retombe brutalement sur la piste. Le décollage a été interrompu et les pilotes ont lancé une procédure de freinage d'urgence, mais l'avion n'a pas pu s'arrêter sur la longueur de piste restante. 
L'avion quitte ensuite la piste et continue à rouler au sol sur plusieurs centaines de mètres. L'avion s'écrase ensuite contre une clôture, traverse un fossé de drainage et explose lorsqu'il percute un talus. Le fuselage s'est brisé en trois parties, puis un incendie a éclaté après l'impact. Une partie de l'épave tombe dans un étang à proximité. 
Huit des dix membres d'équipage et 100 des 116 passagers sont morts dans l'accident,,,.

## Enquête
Les enquêteurs ont déterminé que l'équipage n'avait pas préparé le vol selon les procédures de la compagnie aérienne et n'avait pas suivi la liste de vérifications avant le décollage. L'avion n'a pas pu décoller car le compensateur de la gouverne de profondeur, qui permet de contrôlé le tangage de l'appareil, était réglé en configuration d'atterrissage.